# Lestes helix
Lestes helix är en trollsländeart som beskrevs av Friedrich Ris 1918. Lestes helix ingår i släktet Lestes och familjen glansflicksländor. IUCN kategoriserar arten globalt som livskraftig. Inga underarter finns listade i Catalogue of Life.